# Christine Davies
Christine Tullis Hunter Davies (1959) é uma física britânica, professora da Universidade de Glasgow.

## Formação
Davies frequentou a Colchester County High School for Girls e estudou na Universidade de Cambridge, onde foi aluna de graduação no Churchill College. Recebeu um grau de bacharel em física em 1981, seguido por um PhD em 1984 por pesquisas sobre cromodinâmica quântica e o processo Drell-Yan enquanto trabalhando no Laboratório Cavendish em Cambridge.

## Pesquisa e carreira
Em suas pesquisas investiga a força forte e a solução da cromodinâmica quântica usando um método numérico cohecido como cromodinâmica quântica na rede.

### Prêmios e honrarias
Foi indicada para a Ordem do Império Britânico (OBE) no 2006 Birthday Honours por serviços para a ciência, eleita fellow da Sociedade Real de Edimburgo (FRSE) em 2001 e fellow do Institute of Physics (FInstP) desde 1988. Recebeu o Prêmio Rosalind Franklin de 2005 e um Prêmio Fundação Wolfson/Royal Society em 2012.